# Sozialkompass Europa
Der Sozialkompass Europa ist ein interaktives Informationssystem zu den sozialen Sicherungssystemen der 28 Mitgliedstaaten der Europäischen Union. Es werden für jeden Staat Informationen aus 15 Themenkreisen von Familie bis soziale Notlagen bereitgestellt. Die Daten können dem individuellen Informationsbedarf entsprechend abgerufen und verglichen werden. Die Datenbank wird einmal jährlich vollständig aktualisiert.
Der Sozialkompass Europa ist ein kostenloses Informationsangebot des Bundesministeriums für Arbeit und Soziales.

## Geschichte
Der erste Vorläufer des Sozialkompass Europa wurde 1993 als Broschüre veröffentlicht.
Sie erschien unter dem Titel Euro Atlas: Soziale Sicherheit im Vergleich, herausgegeben vom Bundesministerium für Arbeit und Sozialordnung. „Die Broschüre ist [war] ein Angebot, damit sich Bürgerinnen und Bürger besser über das soziale Europa und seine Vielfalt informieren können.“  Im Jahr 2003 wurde der Titel in Sozialkompass Europa: Soziale Sicherheit im Vergleich geändert.
Mit der Erweiterung von damals 12 auf inzwischen 28 EU-Staaten musste der Datenbestand ab 2011 neu organisiert werden. „Um möglichst rasch auf Veränderungen in einem sich immer schneller entwickelnden und zunehmend komplexer werdenden Europa reagieren zu können, werden die tabellarischen Vergleiche des ‚Sozialkompass Europa' in Form einer Datenbank veröffentlicht.“
Die Datenbank Sozialkompass Europa ist auf der Website www.sozialkompass.eu online verfügbar. Zusätzlich werden die Daten auf DVD unter dem Titel Datenbank Sozialkompass Europa. Soziale Sicherheit im Vergleich angeboten. Begleitende, einordnende und erklärende Texte zur Datenbank erscheinen seit 2011 in Form von gedruckten Begleitbroschüren.
Um das Informationsangebot weiter auszubauen und auch dem Bedarf im schulischen und außerschulischen Bildungsbereich anzupassen, wurde 2014 die Publikation Sozialkompass Europa. Soziale Sicherheit im Vergleich um Die Länder Europas. Zahlen und Fakten zur sozialen Sicherung ergänzt. Das Angebot wurde kontinuierlich erweitert: 2014 wurde das Glossar Soziales Europa von A-Z. Glossar sozialpolitischer Grundbegriffe veröffentlicht und 2015 die Publikation Europäische Sozialpolitik. Ein Wegweiser durch das Internet.
Im 25. Jahr des Sozialkompass Europa hat die Webseite des Sozialkompass Europa ein neues Erscheinungsbild im Responsive Design erhalten. Damit können jetzt auch Smartphones und Tablets den Sozialkompass Europa im Internet optimal darstellen.  Außerdem wurde die Datenbank 2017 auf ein Content-Management-System umgestellt, sodass tagesaktuelle Änderungen redaktionell berücksichtigt werden können.

## Datenbank
Die Datenbank ermöglicht es, als interaktives Informationssystem in der horizontalen Ebene die 28 EU-Staaten miteinander zu vergleichen und in der vertikalen Ebene die 15 Rubriken darzustellen. Dabei ist auch eine individuelle Auswahl verschiedener Unterbereiche der Themengebiete möglich. Zusätzlich können auch die Länderkennzahlen der 28 EU-Mitgliedstaaten einbezogen werden. Die so erzeugten Tabellen können als XLS-Dateien exportiert oder direkt gedruckt werden.
Die Seite bietet neben der Datenbank auch verschiedene Serviceangebote und Hilfestellungen zur Benutzung. So werden regelmäßig Newsmeldungen zu sozialen Themen in Europa veröffentlicht. Außerdem steht ein umfangreiches Glossar sozialpolitischer Begriffe zur Verfügung. Zusätzlich gibt es Informations- und Hilfeangebote in Leichter Sprache sowie in Form von Videos in Deutscher Gebärdensprache.
Die Begleittexte zur Datenbank erscheinen unter dem Titel Sozialkompass Europa. Soziale Sicherheit im Vergleich und sind unter dem Titel Social Security Compass. Social security in comparison auch in englischer Sprache verfügbar.

## Länderkennzahlen
Die Länderkennzahlen als Element der Datenbank bieten die wichtigsten Informationen zu einem EU-Mitgliedstaat auf einen Blick. Hierzu zählen unter anderem Amtssprache, Landesstruktur, Geografie oder Staatsform. Auch BIP, Einwohnerzahlen, Arbeitslosenquote und Altersgliederung der Bevölkerung sowie Angaben zum EU-Kommissar, den das Land stellt, und weitere Zahlen wie Mindestlohn und Jahresdurchschnittseinkommen werden dort dargestellt.
Die Begleitpublikation Die Länder Europas. Zahlen und Fakten zur sozialen Sicherung enthält zusätzlich zum Angebot in der Datenbank sozialpolitische Porträts der einzelnen Mitgliedstaaten. Die Publikation ist unter dem Titel The Countries of Europe. Facts and key figures auch in englischer Sprache verfügbar.

## Glossar
Das Glossar bietet Hilfe zur Fachterminologie und erleichtert den Zugang zur Datenbank. Mit über 400 Einträgen umfasst es die Bereiche der deutschen und europäischen Sozial-, Gesundheits- und Arbeitspolitik. Das Glossar ist online verfügbar und als Begleitpublikation unter dem Titel Soziales Europa von A-Z. Glossar sozialpolitischer Grundbegriffe erhältlich. Außerdem ist es unter dem Titel Social Europe from A to Z. A glossary of basic sociopolitical terms in englischer Sprache erschienen.

## Aktualität
Sämtliche Daten der Datenbank werden jährlich vollständig aktualisiert. Bei gravierenden Veränderungen wird die Datenbank unmittelbar aktualisiert. Die Printausgaben werden jeweils bei der Datenbankaktualisierung überarbeitet und neu aufgelegt. Sie sind auch als PDF auf der Website des Sozialkompass Europa verfügbar.

## Sonstiges
Ein integraler Bestandteil sind die regelmäßig erscheinenden Newsmeldungen in Leichter Sprache zu verschiedenen Themen der sozialen Sicherung in Europa und zum Thema Behinderung. Ergänzt werden sie durch ein breites Angebot an Videos in Deutscher Gebärdensprache. Sie erklären den Sozialkompass Europa und seine Nutzung und umfassen den Themenbereich Behinderung in der EU.
Die Datenbank und sämtliche Publikationen erscheinen auch auf DVD.